# Taormina Film Fest
El Taormina Film Fest és un festival de cinema internacional de cinema que té lloc a Taormina (Sicília). Ha acollit a directors famosos com Federico Fellini el 1965, Woody Allen el 1971, John Woo el 2000. Durant l'esdeveniment no falten estrenes mundials, curtmetratges i retrospectives.
L'esdeveniment també es divideix en un concurs que presenta diversos treballs en previsualització internacional, i en una sèrie de lliçons de cinema anomenades Campus, realitzades per reconeguts cineastes. Les primeres nits tenen lloc al teatre grecoromà de Taormina.

## Història
El certamen va néixer a Messina el 1955 i el 1957 es va convertir en la Rassegna cinematografica internazionale di Messina e Taormina. El mateix any es van establir els "Cariddi d’argento". Del 1957 al 1980 acull la cerimònia de lliurament dels premis David di Donatello gairebé de manera consecutiva.

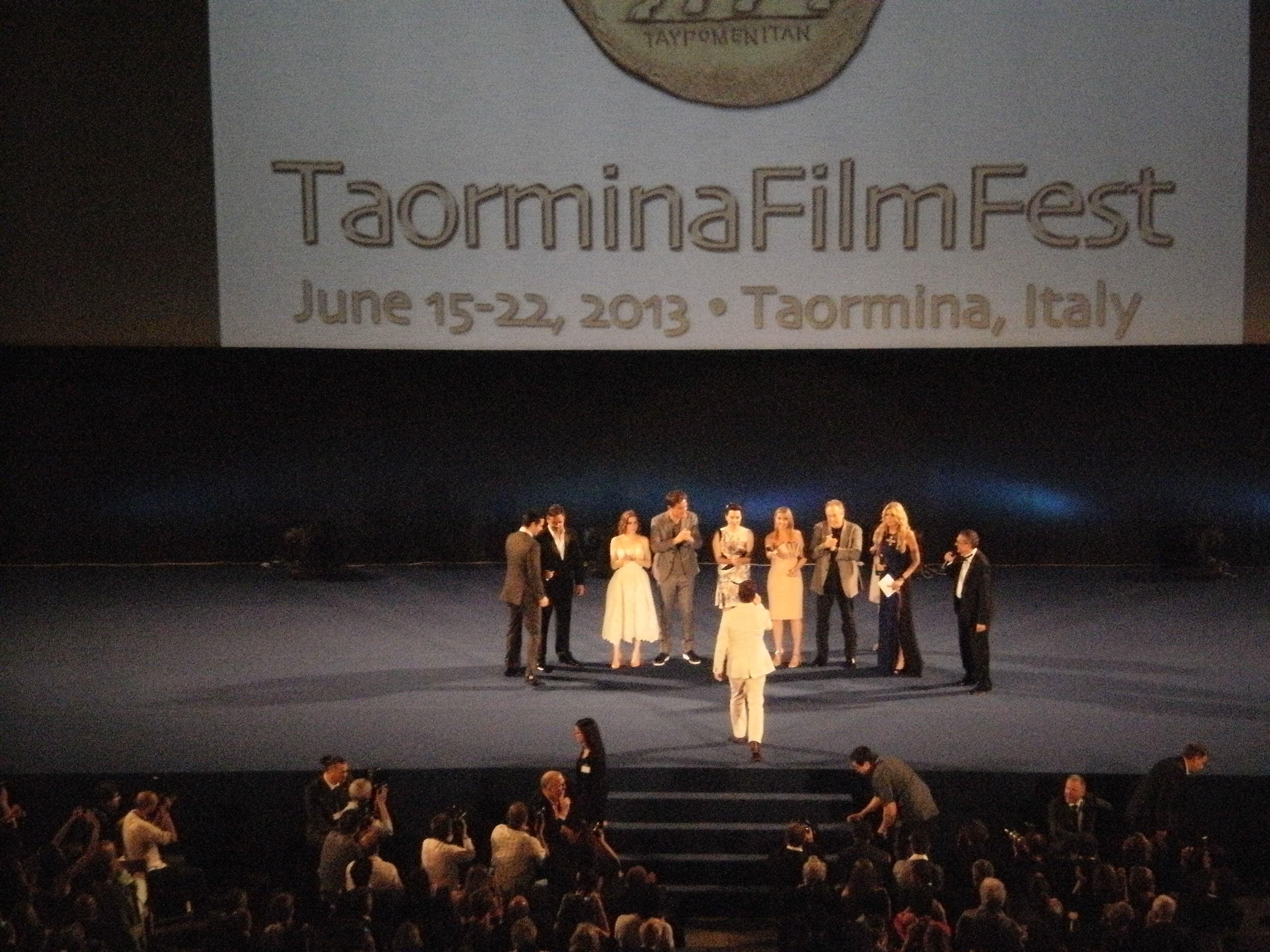
Un moment de l'edició de 2013

El 1970 el certamen es duplica i es crea a Taormina el "Festival Internacional de Cinema de Taormina" amb un caràcter competitiu amb el Gran Premi de les Nacions, que va ser paral·lel a la Rassegna i que aquell any va ser atorgat a Sydney Pollack per la pel·lícula They Shoot Horses, Don't They?.
El certamen es realitza exclusivament a Taormina des del 1971 i ha acollit moltes estrelles del cinema internacional al llarg dels anys: des d'Elizabeth Taylor a Marlene Dietrich, da Sophia Loren a Cary Grant, de Marlon Brando a Charlton Heston, da Audrey Hepburn a Gregory Peck, de Tom Cruise a Melanie Griffith, Antonio Banderas, Robert De Niro, Michael Douglas.
Des de l'edició del 1981 a les tres primeres pel·lícules se'ls va atorgar el Cariddi d'or, d'argent i de bronze, i les Maschere di Polifemo (or, plata i bronze) a les millors interpretacions. El 1984 es va entregar a Taormina el Nastri d'argento 1984 del Sindicat de Periodistes de Cinema.
L'edició de 1997 va ser comissariada pel director artístic Enrico Ghezzi i va tenir lloc al Palazzo dei Congressi de Taormina del 23 al 29 de juliol de 1997, amb el nom de "XLIII Rassegna cinematografica internazionale di Messina e Taormina" i "XXVII Festival internazionale del cinema di Taormina".. La direcció d’Enrico Ghezzi havia aportat al certamen sicilià un rígid perfil cinèfil, canviant el nom a TaoFest.
El festival, inserit dins de Taoarte, va ser dirigit després del 1999 al 2006 per Felice Laudadio, qui va treballar per portar els grans noms del cinema mundial a finals de l'estiu sicilià. Des de l'any 2000, l'esdeveniment ha acollit una vegada més la cerimònia anual de lliurament dels Nastro d'Argento del Sindicat Nacional de Periodistes Cinematogràfics Italians. L’any 2004 es va celebrar l'edició del cinquantè aniversari.
Des de l'edició del 2007, la direcció ha estat assumida per Deborah Young, durant molts anys subdirectora de Laudadio. En aquesta edició, el 21 de juny de 2007, es va projectar la pel·lícula Transformers com a estrena europea amb la presència del director Michael Bay i una part del repartiment.
Des del 2012 (58a edició) el festival està presidit per Tiziana Rocca i Mario Sesti pren la direcció editorial, amb una part de l'equip que juntament amb ell havia coordinat la secció Extra del Festival del Cinema de Roma. En els dos primers anys d’aquesta direcció, el festival elimina la competició i proposa una secció de comèdies internacionals i terror al costat de les habituals previsualitzacions nocturnes que tornen a oferir grans pel·lícules americanes al mateix nivell que el cinema independent.

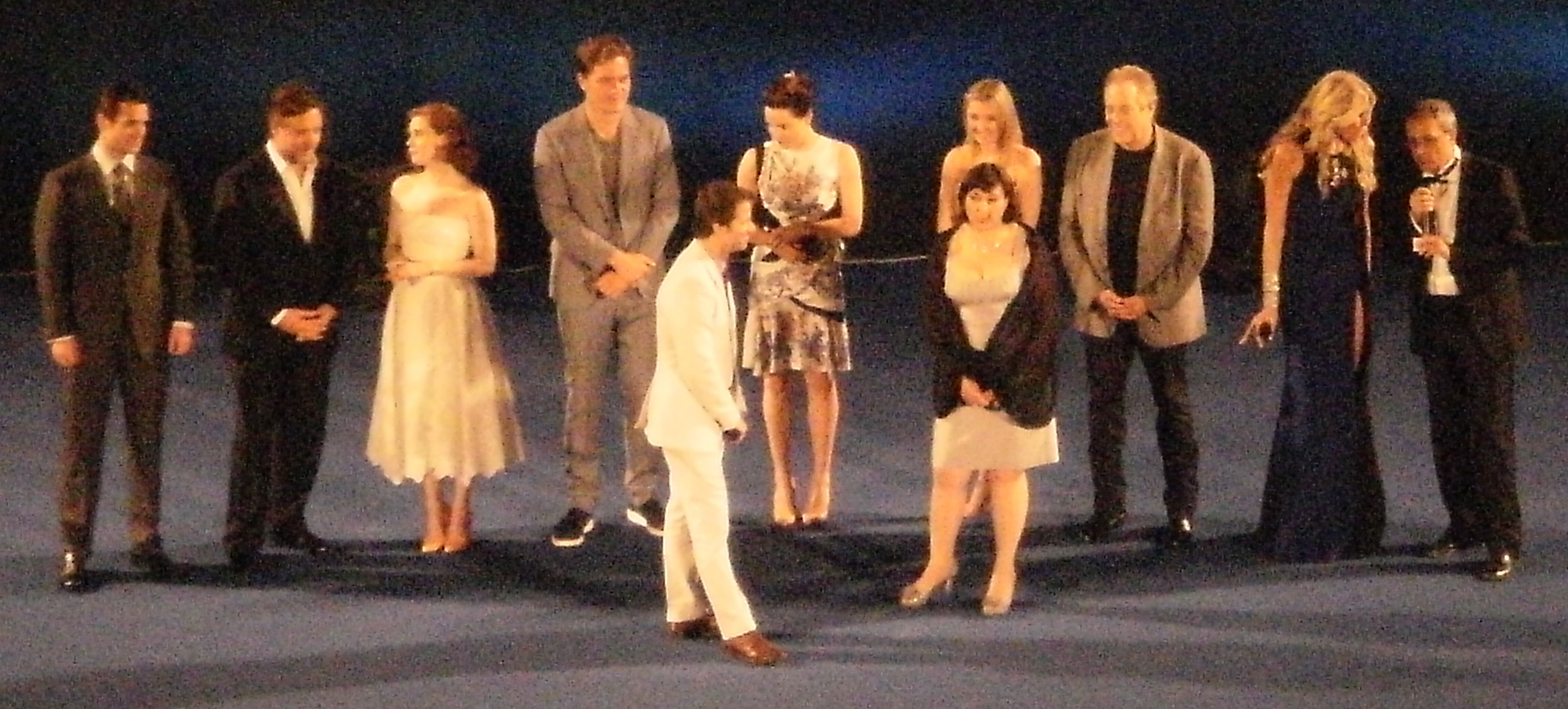
L'equip de L'home d'acer al festival

A l'edició del 2013, el Festival va presentar les preestrenes de L'home d'acer i The Lone Ranger.
La 65a edició del 2019 es va presentar durant la setmana dels premis Oscar a Los Angeles. Inclou reunions amb Nicole Kidman, Oliver Stone, Richard Dreyfuss i altres estrelles de cinema, per expressa voluntat dels autors Oliver Stone i Igor Lopatonok, la pel·lícula documental es va mostrar gratuïtament al públic el documental Revealing Ukraine, una seqüela del treball anterior de Lopatonok Ukraine on Fire, que es va estrenar al Taormina Film Fest de 201). Entre les estrenes nacionals s’inclouen Tolkien de Dome Karukoski, Yesterday de Danny Boyle i Spider-Man: Far From Home de Marvel Studios.
El logotip i la data de la 66a edició s’anuncien el 9 de gener de 2020. El Film Fest nomena Leo Gullotta com a director artístic i com a membre del comitè. Ajornat per la pandèmia per COVID-19, el festival va tenir lloc de l’11 al 19 de juliol de 2020 en una edició semidigital amb la participació de MYmovies.it per a transmissions en streaming i altres projeccions a la sala, però amb un nombre reduït d’espectadors de 2/5. Leo Gullotta va renunciar a la seva remuneració i va confirmar la seva participació. Entre els convidats hi havia Willem Dafoe, Emmanuelle Seigner, Vittorio Storaro i Nikolaj Coster-Waldau. Entre les estrenes Hearts and Bones dirigida per Ben Lawrence amb Hugo Weaving i Devotion dirigida per Giuseppe Tornatore.
La 67a edició del Taormina Film Fest se celebrarà del 27 de juny al 3 de juliol de 2021.

## Premis
- Cariddi d'oro, per a la millor pel·lícula
- Cariddi d'argento, per a la millor direcció
- Cariddi d'argento, per al millor guió
- Premi Cariddi al millor documental
- Maschera di Polifemo, millor interpretació femenina
- Maschera di Polifemo, millor interpretació masculina
- Taormina Arte Award, es concedeix a un màxim de vuit persones que han fet una forta contribució com a directors per la seva carrera
- Premi "Paola Ferrari De Benedetti" al millor treball independent.

## Directors

### Directors del Festival
- Arturo Arena (1955)
- Michele Ballo (1956-1968)
- Giuseppe Campione (1969-1970)
- Gian Luigi Rondi (1971-1980)
- Guglielmo Biraghi (1981-1990)

### Directors del Taormina Film Fest
- Enrico Ghezzi (1991-1998)
- Felice Laudadio (1999-2006)
- Deborah Young (2007-2011)
- Mario Sesti (2012-2016)
- Gianvito Casadonte e Silvia Bizio (2018-2019)
- Leo Gullotta i Francesco Calogero (2020)
- Alessandra De Luca, Federico Pontiggia, Francesco Alò (2021)